# Új-guineai éneklő kutya
Az új-guineai éneklő kutya (Canis lupus dingo var.) az emlősök (Mammalia) osztályába a ragadozók (Carnivora) rendjébe a kutyafélék (Canidae) családjába tartozó szürke farkas (Canis lupus) dingo alfajának (Canis lupus dingo) új-guineai változata (varietas).

## Története
A világ egyik legősibb vadkutyafajtája. Új-Guinea vadonjában él, ott az emlősök közül csak az erszényesek, a denevérek és a rágcsálók honosak, feltehetőleg a pápuákkal juthatott el Délkelet-Ázsiából. A sík- és hegyvidéki törzsek környezetében egyaránt megtalálható.

## Külleme
Marmagassága 31–46 cm, testtömege 9–14 kg. Megjelenése nagyon hasonlít Ausztrália vadkutyájára, a dingóra, de kisebb nála. Szőrzetének színe lehet vörös, fekete-cservörös és szürke. Fülei felállóak. Jellegzetes éneklő hangja van. Továbbá izmos test, dús szőrzetű farok és széles fej jellemzi.

## Jelleme
Nem igényli a szoros kapcsolatot az emberrel. Bizalmatlan, kiszámíthatatlan. Nem tartják háziállatként.

## Állategészségügyi helyzet
Nem ismertek örökletes betegségek.